# Кузнецов, Александр Игоревич (ректор)
Александр Игоревич Кузнецов — ректор Южно-Уральского государственного гуманитарно-педагогического университета.
Родился 14 декабря 1964 г. в Челябинске.
В 1986 г. окончил Челябинский государственный университет по специальности «История», работал учителем истории, секретарем комитета ВЛКСМ средней школы № 93. В 1986 г. призван на действительную военную службу.
В 1988 — 1992 гг. — учитель истории и обществоведения, организатор внеклассной работы с учащимися средней школы № 115 г. Челябинска. С 1992 по 2005 г. директор МОУ СОШ № 41 г. Челябинска.
С 2005 по 2010 г. начальник Управления по делам образования города Челябинска.
В 2010—2023 гг. министр образования и науки Челябинской области.
С 2023 года и. о. ректора Федерального государственного бюджетного образовательного учреждения высшего образования «Южно-Уральский государственный гуманитарно-педагогический университет»
В 2024 г. избран ректором Федерального государственного бюджетного образовательного учреждения высшего образования «Южно-Уральский государственный гуманитарно-педагогический университет»
Кандидат педагогических наук (2005), тема диссертации «Организационно-педагогические основы демократического, государственно-общественного управления общеобразовательным учреждением».